# Christian Kern
Christian Kern (Viena, Àustria, 1966), polític i periodista de negocis austríac, fou el cap del govern o Canceller d'Àustria des de 17 de maig de 2016 fins al 18 de desembre de 2017, en un govern de coalició amb el Partit Popular. Fou nomenat com a tal pel seu partit, el Partit Socialdemòcrata (SPÖ), després de la dimissió del fins aleshores Canceller Werner Faymann pels mals resultats electorals en les eleccions presidencials del candidat del seu partit. Ha estat director executiu de l'empresa pública dels Ferrocarrils Federals Austríacs (ÖBB). És considerat com un pragmàtic i centrista dins del seu partit.

## Infància i estudis
Va néixer el 4 de gener de 1966 a Viena, capital d'Àustria. Fill d'electricista i de secretària va créixer al districte vienès de Simmering, on hi estudià l'educació primària i secundària. Cursà estudis universitaris en periodisme i comunicació a la Universitat de Viena. Potseriorment cursà estudis de postgrau en direcció d'empreses a la Universitat de Sankt Gallen, a Suïssa.

## Inicis polítics
Durant els seus anys com a universitari milità a les Verband Sozialistischer Student_innen in Österreich, les joventuts universitàries del Partit Socialdemòcrata, on fou cap de redacció de premsa d'un petit diari de l'organització, encarregat de les seccions de cultura, política i universitat.
El 1989 començà a treballar en el món del periodisme econòmic en les publicacions Wirtschaftspressedienst i Option - österreichisches Wirtschaftsmagazin, lligada a l'empresa Wirtschafts-Printmedien GmbH. L'any 1991 fou contractat com a assistent per l'aleshores subsecretari d'estat de funció pública Peter Kostelka, dins del govern de Franz Vranitzky. El 1994 Kostelka fou ascendit a cap del grup parlamentari socialdemòcrata al Nationalrat (cambra baixa del Parlament federal), on s'emportà a Kern, on desenvolupà el rol de cap de gabinet i portaveu fins a l'any 1997, quan decidí tornar a l'empresa privada. Ingressà com a assistent de direcció a l'empresa líder en subministrament d'electricitat en el mercat austríac, Verbund AG, on ocupà diversos càrrecs executius relacionats amb el màrqueting, el control de vendes i en general la gerència, direcció i l'administració. Des del 2007 fins al 2010 formà part del consell d'administració de l'empresa.

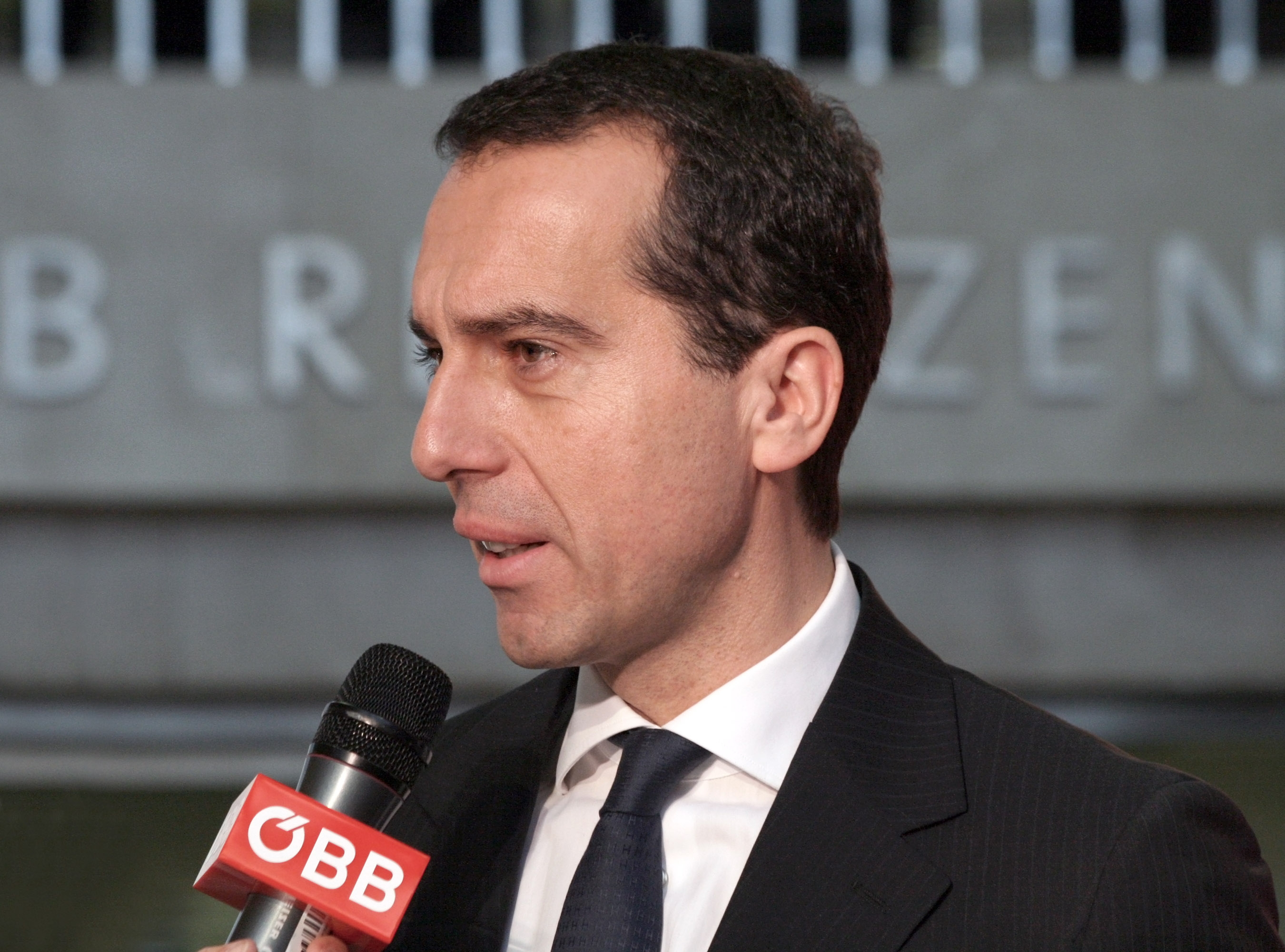
Kern l'any 2011, durant la seva etapa com a director executiu dels Ferrocarrils Federals Austríacs

El 7 de juny de 2010 fou escollit nou director executiu (CEO) de l'empresa pública Ferrocarrils Federals Austríacs (Österreichische Bundesbahnen, ÖBB), on arribà a ocupar el càrrec de President de la Comunitat de Companyies Europees d'Infraestructures Ferroviàries entre 2014 i 2016.

## Canceller d'Àustria (2016-)

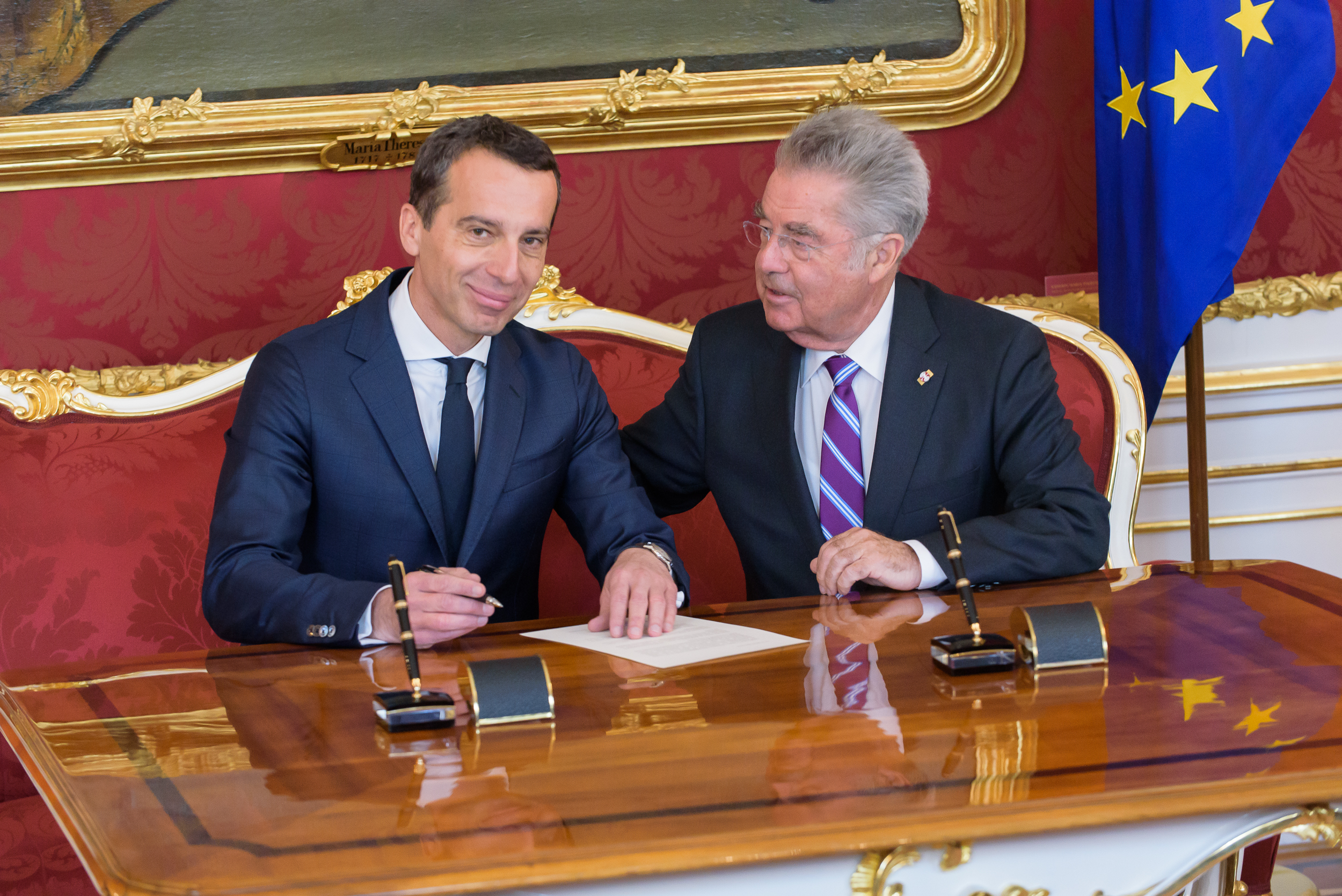
Kern (esquerra) amb el President Heinz Fischer en el moment de la contrasignatura del decret de nomenament del nou Canceller el 17 de maig de 2016

Després de la dimissió del Canceller socialdemòcrata Werner Faymann el 9 de maig de 2016, després d'una falta de suport dins del seu partit per les continuades derrotes a les eleccions regionals i la decisiva eliminació del candidat socialdemòcrata Rudolf Hundstorfer en la primera volta de les eleccions presidencials el 24 d'abril del mateix any, Kern fou un dels noms que sonarem amb més força en el postulat per la successió de Faymann al capdavant de la cancelleria. La decisió de considerar Kern fou basada en la bona gestió de Kern al capdavant de l'empresa pública ferroviària, així com per les bones relacions amb els sindicats. Finalment els dies 12 i 13 de maig l'executiva federal i els líders regionals del SPÖ el confirmaren com a nou successor de Faymann al capdavant de l'executiu. El 17 de maig prengué possessió del càrrec després del vist-i-plau del President Federal Heinz Fischer al seu nou govern, que es constituí amb el relleu de tres dels cinc ministres socialdemòcrates i governà fins que a les eleccions legislatives del 2017 guanyà l'ÖVP de Sebastian Kurz.